# Римський клуб
Ри́мський клуб (Club of Rome) — міжнародна неурядова організація, аналітичний центр, що об'єднує в своїх рядах вчених, громадських діячів, лідерів думок і ділових людей більш, ніж з 30 країн світу, стурбованих перспективами розвитку людства. Зусилля членів Римського клубу націлені на вирішення актуальних проблем сучасності шляхом розробки нового напрямку в їх вивченні, що отримав назву глобальне моделювання. Так виникла нова наука глобалістика, що вивчає проблеми всього людства за допомогою моделювання на ЕОМ, без поділу на Захід і Схід, Північ і Південь. Римський клуб в даний час складається з приблизно 100 окремих членів; понад 30 національних та регіональних асоціацій; Міжнародного центру у Вінтертурі, Європейського центру підтримки у Відні та фонду Римського клубу, який забезпечує можливість для великих індивідуальних донорів взяти участь у розробці та поширенні проектів Клубу.
Діяльність Клубу керується Генеральною Асамблеєю, яка обирає зі своїх членів невеликий Виконавчий комітет, що здійснює нагляд за діяльністю клубу. Із 2018 року клуб очолює два президенти — Мамфела Рамфеле (ПАР) і Сандрін Діксон-Деклев (Бельгія). Роберто Печчеї — засновник (помер). На відміну від багатьох інших некомерційних організацій, робота Римського клубу обумовлена участю і зусиллями його членів.

## Історія
Римський клуб був заснований в 1968 році за ініціативою видатного італійського економіста і підприємця доктора Ауреліо Печчеї. Римський клуб був зареєстрований в кантоні Женева (Швейцарія) як неприбуткова громадська організація. Президентом був обраний А. Печчеї, а після його смерті в 1984 році — А. Кінг. Перші 6 річних зустрічей відбувалися у Відні, Берні, Оттаві, Парижі, Токіо та Західному Берліні. Сьома зустріч, яку спочатку планувалося провести в 1975 році, відбулася роком пізніше в Алжирі.
На початку 21-го століття міжнародні проблеми відродили інтерес до діяльності клубу. В останні роки Римський клуб розпочав цілу низку нових заходів і модернізував свою організацію і місію.

## Члени
Римський клуб формувався як незалежна експертна група для оцінки довгострокових наслідків існуючих проблем та перспектив розвитку людства, а також інтелектуального сприяння діяльності міжнародних організацій і національних урядів. Від початку до нього увійшло близько 30 експертів світового рівня, що представляли 10 країн. У наш час римський клуб налічує близько 100 осіб. Римський клуб прагне за своїм складом представляти своєрідний зріз сучасного прогресивного людства. Його членами були і є видатні вчені і мислителі, державні діячі, представники сфери освіти, педагоги та менеджери з більш ніж 30 країн світу. Всі вони відрізняються один від одного освітою і життєвим досвідом, займають різне становище в суспільстві і дотримуються різних переконань і поглядів. Членами Римського клубу були:
- біологи Карл-Геран Хеден зі Стокгольму (Швеція), Акліл Лемм з Аддис-Абеби (Ефіопія);
- філософ-марксист і соціолог Адам Шафф (Польща);
- політолог Хеліо Джагарібе (Бразилія);
- сенатори Клейборн Пелл (США), Моріс Ламонтан (Канада), президент Швейцарської конфедерації Нелло Селіо;
- професор психології Ібаданського університету, генеральний директор Всесвітньої організації охорони здоров'я (ВООЗ) Адеойе Ламбо (Нігерія);
- урбаніст Кензо Танге (Японія).

Всіх їх об'єднувало глибоке почуття гуманізму і турботи про долю людства. І, яких би вони не дотримувалися думок, вони, звичайно, були вільні виражати їх абсолютно вільно і в тій формі, яка здається їм найприйнятнішою. Як правило, члени урядів не можуть одночасно бути членами Римського клубу.
У Римському клубі прийнятий порядок кооптації нових членів. За багато років склад його істотно розширився і виявився не настільки збалансованим і врівноваженим, як можна було б бажати. Обмежене членство Клубу відповідає і його функціональним критеріям.
Членом Римського клубу був Богдан Гаврилишин — один з найвідоміших українців у світі, науковець, економіст. Помер 24 жовтня 2016 року в Києві у 90-річному віці. Богдан Гаврилишин створив Міжнародний центр перспективних досліджень, Міжнародний інститут менеджменту в Індії, після – в Україні. Став співзасновником Європейського форуму з менеджменту у Давосі (тепер Світовий економічний форум). Був консультантом компаній General Electric, IBM, Unilever, Phillips, радником в кількох країнах.

## Діяльність
Зазвичай Римський клуб проводить одне пленарне засідання на рік. Решту часу він діє як «незримий коледж» — неформальне співтовариство людей, об'єднаних науковими інтересами, члени його намагаються підтримувати між собою постійні контакти і в міру необхідності зустрічаються, організовуючи щось на зразок спеціальних вузьких дискусійних груп. Ці зустрічі зазвичай використовуються для обговорення найважливіших питань, що становлять загальний інтерес, і в них нерідко беруть участь експерти з різних світових проблем, видатні вчені та політичні діячі.
Члени Римського клубу абсолютно переконані, що долі всіх нас залежать в кінцевому рахунку від того, як буде вирішуватися проблематика всього світу в цілому, причому в набагато більшому обсязі, ніж від вирішення інших більш вузьких, хоча й не менш важливих і невідкладних проблем. Так визначилося покликання Римського клубу — бути каталізатором вирішення глобальних проблем людства.
Основні цілі Римського клубу:
- виявлення найважливіших проблем, які визначатимуть майбутнє людства на основі комплексного та перспективного аналізу;
- оцінка альтернативних сценаріїв майбутнього;
- розробка практичних рішень виявлених проблем;
- стимулювання суспільної дискусії;
- ефективні заходи для поліпшення перспектив на майбутнє.

Римський клуб за самою своєю природою не може служити інтересам якої б то не було окремої країни, нації чи політичної партії і не ототожнює себе з жодною ідеологією; змішаний склад не дозволяє йому повністю приєднатися до позиції однієї зі сторін, що роздирають людство на частини в спірних міжнародних справах. У нього немає і не може бути єдиної системи цінностей, єдиної точки зору, він взагалі не прагне до однодумності. Висновки проектів, організатором яких він виступає, відображають думки і результати роботи цілих груп вчених і жодним чином не можуть розцінюватися як позиція Клубу. І тим не менше Римський клуб аж ніяк не аполітичний, більше того, його якраз можна назвати політичним в широкому, етимологічному значенні цього слова. Бо, сприяючи вивченню і осмисленню довгострокових інтересів людства, він справді допомагає закласти нові, міцніші і співзвучні часу основи для прийняття важливих політичних рішень і одночасно змушує тих, від кого залежать ці рішення, усвідомити всю глибину відповідальності, яка на них лежить.
Римський клуб в своїй діяльності дотримується трьох засадничих принципів:
- глобальний погляд на комплексні, масштабні світові проблеми, що відображує дедалі зростаючу взаємозалежність країн в рамках єдиної планетарної системи;
- міждисциплінарний («холістичний») підхід та розгляд сукупності актуальних проблем — політичних, економічних, соціальних, екологічних, технологічних, культурних і соціо-психологічних — в їхній взаємодії як частин єдиного цілого;
- розгляд довгострокових наслідків нинішніх проблем, а також політичних рішень і практичних заходів, що знаходяться в арсеналі сучасної політики — підхід, який не завжди можуть собі дозволити уряди, що зазвичай реагують переважно на поточні потреби слабо поінформованих виборців.

### Співпраця
Сьогодні клуб у співпраці з такими організаціями, як ЮНЕСКО, ОЕСР, Globe International і широким колом глобальних і регіональних організацій. Римський клуб має афілійовані до нього національні асоціації, що нині діють у 33 країнах світу з метою популяризації ідей клубу та їхньої адаптації й розвитку на національному рівні у відповідь на виклики доби глобалізації. Національні асоціації також покликані вносити свій внесок в глобальні дослідження Римського клубу. В Україні діє #Українська асоціація Римського клубу, президентом якої є Віктор Галасюк.

## Доповіді, публікації
Публікація в 1972 році першої, найзнаменитішої доповіді Римського клубу «Межі зростання» (англ. Limits to Growth) щодо довгострокових наслідків глобальної тенденції зростання населення планети, промислового і сільськогосподарського виробництва, споживання природних ресурсів й забруднення довкілля мала великий суспільно-політичний резонанс у світі й заклала основу сучасної концепції «сталого розвитку». Доповідь була перекладена більш ніж 30 мовами і видана загальним накладом понад 12 млн примірників.
За 50 років своєї діяльності Римський клуб підготував більш ніж 40 доповідей з широкого кола питань в контексті світової проблематики та майбутнього людства, більшість з яких отримала серйозний резонанс. Останньою, на сьогодні, доповіддю Римського клубу "Come on! Capitalism, Short-termism, Population and the Destruction of the Planet", за авторства Ернста Вайцзеккера, Андерса Війкмана та інших. 

## Українська асоціація Римського клубу
Українська асоціація Римського клубу (УАРК) — заснована у 2005 році офіційна національна асоціація всесвітнього Римського клубу в Україні. Охоплює кілька десятків авторитетних вчених, державних та громадських  діячів, промисловців та підприємців. Очолює Асоціацію — президент Віктор Галасюк. Віце-президентом Асоціації є Віктор Вовк.

### Поточні проекти

#### Публічні заходи, що відбулись у 2017 році за сприяння та участі Української асоціації Римського клубу
- Круглий стіл «Кінець вільного ринку чи нова глобалізація? Як Україні стати успішною» [Архівовано 8 грудня 2019 у Wayback Machine.] з професором Еріком Райнертом
- Дискусія з професором Йонатаном Голслахом [Архівовано 8 грудня 2019 у Wayback Machine.]
- Круглий стіл «Регіональний розвиток та промислова політика: досвід Румунії» [Архівовано 8 грудня 2019 у Wayback Machine.] з Емілем Боком, Прем'єр-міністром Румунії (2008—2012) та мером міста Клуж-Напока
- Семінар з професором Йошіхіко Окабе, професором Хикари Бан і професором Масару Танака
- Public Talks й виступи співпрезидента Римського Клубу Андерса Війкмана, Генерального секретаря Римського Клубу Грема Макстона і Президента Української асоціації Римського клубу Віктора Галасюка на найпотужнішому економічному заході України — Київському міжнародному економічному форумі-2017 [Архівовано 8 грудня 2019 у Wayback Machine.]

Під Керівництвом Української асоціації Римського клубу проведено понад 20 відкритих економічних лекцій у провідних університетах:
- Український католицький університет УКУ (Київ)
- Київський Національний університет ім. Т. Шевченка (Київ)
- Львівський національний університет ім. І. Франка (Львів)
- Київський національний торговельно-економічний університет — КНТЕУ (Київ)
- Європейський університет (Київ)
- Національна академія управління (Київ)
- Запорізький національний технічний університет — ЗНТУ (Запоріжжя)
- Університет імені Альфреда Нобеля (Дніпро)
- Національний університет водного господарства та природокористування — НУВГП (Рівне)
- Національний університет міського господарства ім. О. М. Бекетова (Харків)
- Донецький юридичний університет — Академія поліції (Маріуполь) та ін.

5 квітня 2019 року українська асоціація Римського клубу спільно з Київським Міжнародним Економічним Форумом провела у UNIT.City конференцію наукової молоді YSC 2.0 «Економічне майбутнє України».